# Solanum platense
Solanum platense är en potatisväxtart som beskrevs av Diekm. Solanum platense ingår i släktet skattor som ingår i familjen potatisväxter. Inga underarter finns listade i Catalogue of Life.